# 브라마스푸타싯단타
브라마스푸타싯단타(산스크리트어: ब्राह्मस्फुटसिद्धान्तः)는 인도의 수학자인 브라마굽타(Brahmagupta)가 628년에 완성한 책이다. 총 21장으로서 전체적으로 천문학에 관련된 책이다. 21장 중 2장은 수학에 관한 내용으로 이루어져 있다. 현대의 잘 알려진 아라비아 숫자의 전신인 힌두-아라비아 숫자(인도 숫자)를 사용하고 있다.

## 브라마스푸타싯단타
브라마스푸타싯단타(Brahma-Sphuta-Siddhanta of Brahmagupta)는 '올바르게 확립된 브라흐마 원칙들'(Brāhmasphuṭasiddhānta 약칭 BSS)로 번역할 수 있다.

## 0의 정의
The sum of a positive and a negative is their difference  or if they are equal, zero.
양의 값과 음의 값의 합은 그들의 차이 값이다. 또는 동일하면 0이다.

## 같이 보기
- 아리아바타